# 프로방스

프로방스의 기

프로방스의 문장

오늘날의 프로방스알프코트다쥐르 지방

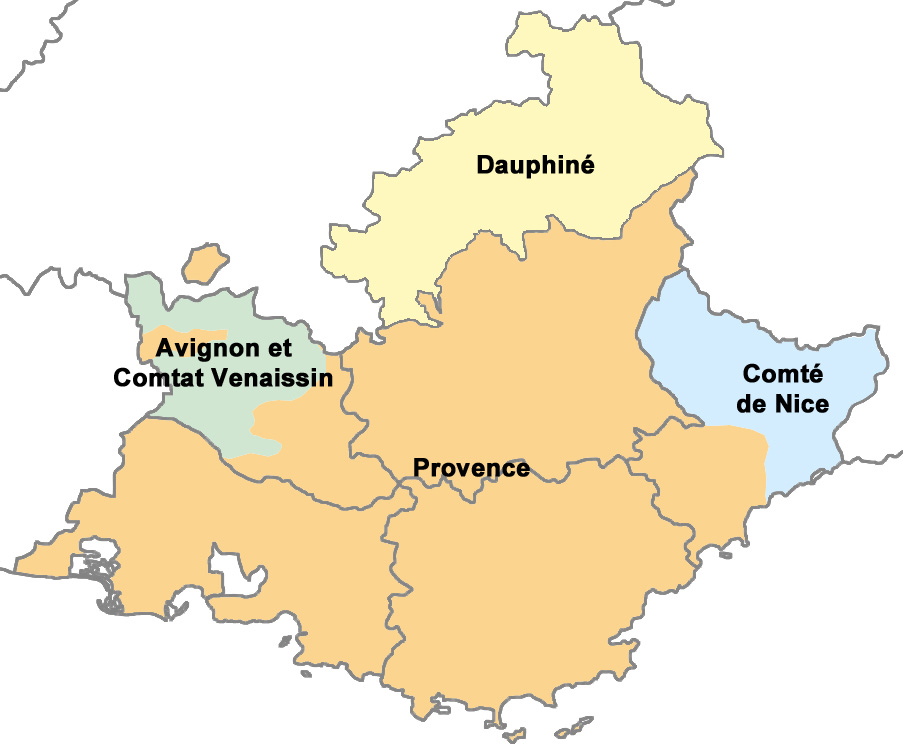
프랑스 남부의 현대의 프로방스알프코트다쥐르 속에 있는 프로방스 지역(오렌지 색)

프로방스(프랑스어: Provence, 오크어: Provença, 라틴어: Provincia)는 과거 로마 제국의 속주 갈리아 나르보넨시스에 기원을 둔 프랑스 남부와 이탈리아 북서부 일부를 가리킨다.
프로방스에는 유사 이전부터 사람이 거주했으며, 나르보넨시스의 일부인 동안 내륙에는 켈트족이, 해안지역에는 기원전 600년경부터 그리스인들과 페니키아인들이 정착했으며, 이 시기의 가장 큰 도시는 마실리아(현대 마르세유)였다. 기원전 2세기경부터 로마인들의 진출이 시작되어 결국 로마 제국의 속주가 되었다.
1032년부터 1246년까지 이 지역은 신성 로마 제국의 일부였으며, 1246년 프랑스 내의 영주 국가가 되었다. 1481년 루이 11세에게 양도된 프로방스는 1486년에 이르러 완전히 프랑스 왕가의 영토로 흡수된다. 프로방스 내에서도 오랑주는 1672년까지 오라녜나사우가에 속해 있었으며, 아비뇽의 콩타 브내생은 1791년까지 교황령으로 남아 있었다. 1860년까지 니스와 망통은 프루 벤 소의 일부로 간주되지 않았다.
현재 프로방스는 오시타니아의 동부 지역으로, 이 지역의 방언인 프로방스어는 프레데릭 미스트랄에 의해 구어 위주로만 사용되던 파투아에서 문어의 지위를 획득하게 되었다. 현재까지 프로방스어는 중세로부터의 요소를 가장 많이 간직하고 있는 렝고두시오어와 함께 가장 중요한 오크어 방언이다.
프로방스는 이전부터 현재의 프로방스알프스코트다쥐르 레지옹에 이르기까지 다음과 같은 지역 전부 또는 일부로 구성된다.
- 프로방스 백국
- 프로방스 후작령 (드롬주와 보클뤼즈주)
- 니스 백국
- 도피네 (오트잘프주)
- 브네생 백작령
- 오랑주 공국
- 탕드와 라브리그의 코뮌

프로방스의 언어로는 (행정・종교 언어로써) 라틴어와 고대 프로방스어가 있었으며, 이 두 언어는 이전에 현대 오크어나 프로방스어로도 불리던, 알팽, 마리팀, 니스, 론, 가팡세 등의 지방에서 쓰이던 프로방스어와 비바로알팽어 방언들로 구성된 오크어(또는 옥시탕-랑그도)로 대체되었다. 21세기부터는 프랑스어가 주로 사용되나 아직까지 남아있는 오크어 화자들과 단체에 의하여 오크어는 여전히 쓰이고 있다.

## 같이 보기
- 옥시타니아
- 코트다쥐르
- 사라 (프랑스)